# Sombrero Aso Oke

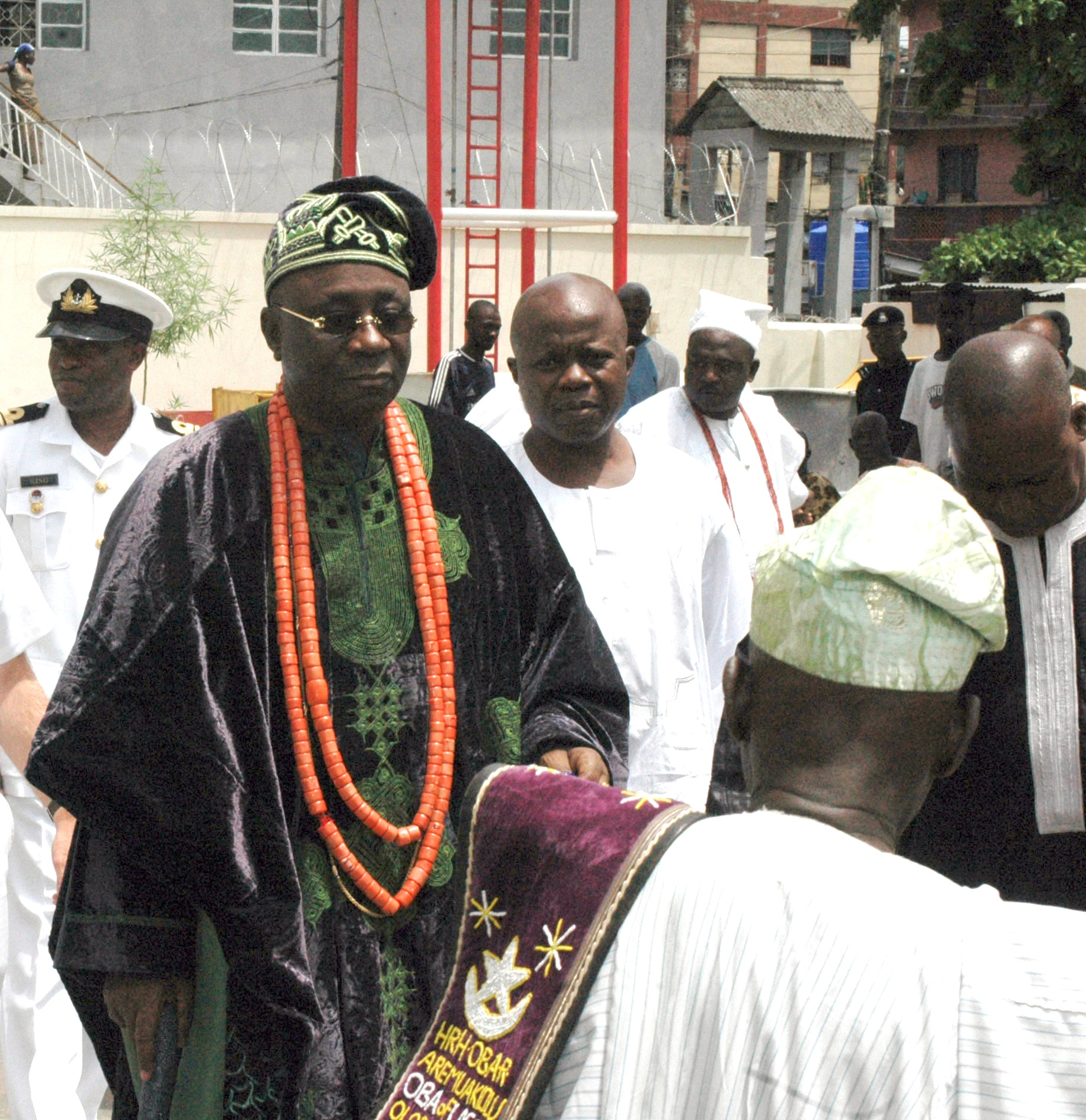
El Oba (rey) de Lagos con un sombrero aso oke.

Un sombrero Aso Oke es un sombrero tradicional de Yoruba, África. El mismo está tejido con algodón, terciopelo, o damasco. En el lenguaje Yoruba, este sombrero es llamado fila.
Aunque estos gorros se originaron en Nigeria, eran usados por todos los hombres de ascendencia africana. Por lo general, la parte superior del sombrero cae hacia un lado, y se apoya encima de la oreja de la persona. Es vestido comúnmente con ropa formal en África, incluidos trajes dashiki con brocado de algodón. Muchos hombres usan un sombrero de bombín con el traje dashiki. Sin embargo, un sombrero aso oke o un birrete estilo kufi corona al estilo kufi son las elecciones más comunes cuando se usa cualquier otro tipo de traje formal.